# Palestras Romanas
As Palestras Romanas (The Romanes Lecture) eram palestras, gratuitas para o público em geral, dadas anualmente no Teatro Sheldonia, em Oxford, na Inglaterra.
A série de palestras foi fundada, e nomeada, pela biólogo Gerge Romanes, e tem acontecido desde 1892. Através dos anos, muitas figuras notáveis das Artes às Ciências tem sido convidadas a palestrar, cobrindo qualquer assunto em ciência, arte ou literatura, aprovada pelo Vice-Reitor da Universidade.

## Lista das Palestras Romanas e seus assuntos

### 1890s
- 1892 William Ewart Gladstone — An Academic Sketch  (A report of the speech is available in the digital archive of The Nation.)
- 1893 Thomas Henry Huxley     — Evolution and Ethics   (See also a contemporary review of Huxley's lecture)
- 1894 August Weismann         — The Effect of External Influences upon Development
- 1895 Holman Hunt — The Obligations of the Universities towards Art
- 1896 Mandell Creighton — The English National Character
- 1897 John Morley             — Machiavelli
- 1898 Archibald Geikie        — Types of Scenery and their Influence on Literature
- 1899 Richard Claverhouse Jebb — Humanism in Education

### 1900s
- 1900 James Murray — The Evolution of English Lexicography (Also available at The Oxford English Dictonary site.)
- 1901 Lord Acton — The German school of history[1]
- 1902 James Bryce — The Relations of the Advanced and the Backward Races of Mankind
- 1903 Oliver Lodge — Modern views on matter
- 1904 Courtenay Ilbert — Montesquieu
- 1905 Ray Lankester — Nature and Man
- 1906 William Paton Ker — Sturla the Historian
- 1907 Lord Curzon — Frontiers
- 1908 Henry Scott Holland — The optimism of Butler's 'Analogy'
- 1909 Arthur Balfour — Criticism and Beauty

### 1910s
- 1910 Theodore Roosevelt — Biological Analogies in History
- 1911 J.B. Bury — Romances of Chivalry on Greek Soil
- 1912 Henry Montagu Butler — Lord Chatham as an Orator
- 1913 William Mitchell Ramsay — The Imperial Peace: an ideal in European history
- 1914 J. J. Thomson – The Atomic Theory
- 1915 E. B. Poulton – Science and the Great War
- 1916
- 1917
- 1918 Herbert Henry Asquith — Some Aspects of The Victorian Age
- 1919

### 1920s
- 1920 William Ralph Inge — The Idea of Progress
- 1921 Joseph Bédier — Roland à Roncevaux
- 1922 Arthur Stanley Eddington — The theory of relativity and its influence on scientific thought
- 1923 John Burnet — Ignorance
- 1924 John Masefield — Shakespeare & spiritual life
- 1925 William Henry Bragg — The Crystalline State
- 1926 G.M. Trevelyan — The Two-Party System in English Political History
- 1927 Frederick George Kenyon — Museums and National Life
- 1928 D. M. S. Watson — Palaeontology and the Evolution of Man
- 1929 Sir John William Fortescue — The Vicissitudes of Organized Power

### 1930s
- 1930 Winston Churchill — Parliamentary Government and the Economic Problem
- 1931 John Galsworthy — The Creation of Character in Literature
- 1932 Berkley Moynihan — The Advance of Medicine
- 1933 Henry Hadow — The Place of Music among the Arts
- 1934 William Rothenstein — Form and content in English Painting
- 1935 Gilbert Murray — Then and Now
- 1936 Donald Francis Tovey — Normality and Freedom in Music
- 1937 Harley Granville-Barker — On Poetry in Drama
- 1938 Lord Robert Cecil — Peace and Pacifism
- 1939 Laurence Binyon — Art and freedom

### 1940s
- 1940 Edouard Herriot, lecture not delivered
- 1941 William Hailey — The position of colonies in a British commonwealth of nations
- 1942 Norman H. Baynes — Intellectual liberty and totalitarian claims
- 1943 Julian Huxley — Evolutionary Ethics (50 years after his grandfather gave the lecture)
- 1944 G. M. Young — Mr Gladstone
- 1945 André Siegfried — Characteristics and Limits of our Western Civilization
- 1946 John Anderson — The machinery of government
- 1947 Lord Samuel — Creative Man
- 1948 Lord Brabazon of Tara — Forty years of flight
- 1949 Claud Schuster — Mountaineering

### 1950s
- 1950 John Cockcroft — The development and future of nuclear energy
- 1951 Maurice Hankey — The science and art of government
- 1952 Lewis Bernstein Namier — Monarchy and the party system
- 1953 Viscount Simon — Crown and Commonwealth
- 1954 Kenneth Clark — Moments of Vision
- 1955 Albert Richardson — The significance of the fine arts
- 1956 Thomas Beecham — John Fletcher
- 1957 Ronald Knox — On English translation
- 1958 Edward Bridges — The State and the Arts
- 1959 Lord Denning — From Precedent to Precedent

### 1960s
- 1960 Edgar Douglas Adrian — Factors in mental evolution
- 1961 Vincent Massey — Canadians and Their Commonwealth
- 1962 Cyril Radcliffe — Mountstuart Elphinstone
- 1963 Violet Bonham Carter — The impact of personality in politics (45 years after her father gave the lecture)
- 1964 Harold Hartley — Man and Nature
- 1965 Noel Annan — The Disintegration of an Old Culture
- 1966 Maurice Bowra — A case for humane learning
- 1967 Rab Butler — The Difficult Art of Autobiography
- 1968 Peter Medawar — Science and Literature
- 1969 Lord Holford — A World of Room

### 1970s
- 1970 Isaiah Berlin — Fathers and Children: Turgenev and the Liberal Predicament (Broadcast on BBC Radio 3 on 14 February 1971)
- 1971 Raymond Aron — On the Use and Abuse of Futurology
- 1972 Karl Popper — On the Problem of Body and Mind
- 1973 Ernst Gombrich — Art History and the Social Sciences
- 1974 Solly Zuckermann — Advice and Responsibility
- 1975 Iris Murdoch — The Fire and the Sun: Why Plato banished the artists
- 1976 Edward Heath — The Future of a Nation
- 1977 Peter Hall — Form and Freedom in the Theatre
- 1978 George Porter — Science and the Human Purpose
- 1979 Hugh Casson — The arts and the academies

### 1980s
- 1980 Jo Grimond — Is political philosophy based on a mistake?
- 1981 A.J.P. Taylor — War in Our Time
- 1982 Andrew Huxley — Biology, the Physical Sciences and the Mind
- 1983  Owen Chadwick — Religion and Society
- 1984
- 1985 Miriam Louisa Rothschild — Animals and Man
- 1986 Nicholas Henderson — Different Approaches to Foreign Policy
- 1987 Norman St. John-Stevas — The Omnipresence of Walter Bagehot
- 1988 Hugh Trevor-Roper — The Lost Moments of History (A revised version at the NYRB.)
- 1989

### 1990s
- 1990 Saul Bellow — The Distracted Public
- 1991 Gianni Agnelli — Europe: Many Legacies, One Future
- 1992 Robert Blake — Gladstone, Disraeli and Queen Victoria (The Centenary Lecture)
- 1993 Henry Harris — Hippolyte's club foot: the medical roots of realism in modern European literature
- 1994 Lord Slynn of Hadley — Europe and Human Rights
- 1995 Walter Bodmer — The Book of Man
- 1996 Roy Jenkins — The Chancellorship of Oxford: A Contemporary View with a Little History
- 1997 Mary Robinson  — Realizing Human Rights:"Take hold of it boldly and duly..."
- 1998 Amartya Kumar Sen — Reason before identity
- 1999 Tony Blair  — The Learning Habit

### 2000s
- 2000 William G. Bowen  — At a Slight Angle to the Universe: The University in a Digitized, Commercialized Age
- 2001 Neil MacGregor — The Perpetual Present. The Ideal of Art for All
- 2002 Tom Bingham — Personal Freedom and the Dilemma of Democracies
- 2003 Paul Nurse — The great ideas of biology
- 2004 Rowan Williams — Religious lives
- 2005 Shirley M. Tilghman — Strange bedfellows: science, politics, and religion
- 2006
- 2007 Dame Gillian Beer — Darwin and the Consciousness of Others
- 2008 Muhammad Yunus — Poverty Free World: When? How?
- 2009 Gordon Brown — Science and our Economic Future

### 2010s
- 2010
- 2011 (June) Andrew Motion — Bonfire of the Humanities
- 2011 (November) Martin Rees — The Limits of Science